# Firmicus abnormis
Firmicus abnormis là một loài nhện trong họ Thomisidae.
Loài này thuộc chi Firmicus. Firmicus abnormis được Roger de Lessert miêu tả năm 1923.